# Dallıbahçe, Nazımiye
Dallıbahçe là một xã thuộc huyện Nazımiye, tỉnh Tunceli, Thổ Nhĩ Kỳ. Dân số thời điểm năm 2010 là 36 người.